# Dendrobium singulare
Dendrobium singulare är en orkidéart som beskrevs av Oakes Ames och Charles Schweinfurth. Dendrobium singulare ingår i släktet Dendrobium, och familjen orkidéer. Inga underarter finns listade i Catalogue of Life.